# Eragrostis gymnorhachis
Eragrostis gymnorhachis là một loài thực vật có hoa trong họ Hòa thảo. Loài này được (Schweinf.) Chiov. ex Chiarugi mô tả khoa học đầu tiên năm 1951.